# 志良玉弾吾
志良玉 弾吾（しらたま だんご、1973年1月12日 - ）は、日本のAV男優。愛称は「だんご」「だんごちゃん」。身長168cm、体重60kg。

## 来歴・人物
- 1992年に男優デビュー[1]。スポーツ新聞のAV男優募集の広告を見て応募し、AV男優となる。当初は「沢木プロモーション」というAV男優専門のAV事務所に所属していた。同事務所が活動停止後、独立することになる。
- 芸名の由来は、まだ本名で仕事をこなしていた頃、撮影現場で水沢早紀に、「さすがに本名でAV出演はマズイのではないか」と指摘され、「インパクトのある名前を」ということで、好きな食べ物を列挙させられた時に選ばれたものである。
- 体毛が一般男性と比べてかなり薄く、肌質がきめ細かい。
- チェコのポルノコンベンションにて賞を受賞した[2]、日本のAV男優として世界に羽ばたいた和製ポルノスター。ソツの無い絡みが人気を呼び、トップ男優として活躍している。
- デビュー当初から、お坊ちゃま風かつ小学生高学年風の外見が災いし、痴女達に逆レイプされ、精液を搾り取られる作品を中心に出演していた。「マドンナ・メイトシリーズ」（笠倉出版、DVD化されておらず、廃盤状態）では、風間恭子の弟役として出演しており、姉役の恭子に精液を搾り取られ、貞操帯を股間にはめ込まれていた。インディーズ作品（メーカー名、作品名、ともに不明）では極悪なオカマ軍団に彼女ともども拉致される役で出演し、彼女の目の前でオカマのボスに自慢の海パン・ブリーフを引きずり下ろされて、精液を搾り取られる役までこなしていた。アタッカーズの立ち上げに伴い、同社からの仕事が増えたため、役柄を180度転換し、レイプ男優を数多くこなし始める。
- GLAY'zの「高級ソープシリーズ・二輪車痴女編」では、主演の立花里子・しいな怜にその身体をかなり気に入られ、肛門から何から身体中を弄ばれていた。男ではなく、女性の唾液であるにもかかわらず、「ツバは苦手なんですぅ〜」と、立花の吐きかける唾液を拒否していたことから、唾液は苦手らしい。
- 白人、黒人、ラテン系を問わず、外人女性との絡みが大好きらしい。h.m.pの美神ルナのデビュー作品では、流暢な英語で美神ルナと会話を交わしながら性行為をしていた。なお、英語は独学である。
- 若い頃は撮影後に風俗店に行くほどの精力絶倫であった。
- プロレス観戦が趣味であり、親交の深い選手やスタッフがいる。
- モットーは「日米チン善大使」、「股間で結ぶ国際交流」[1]。

## 受賞歴
- 第2回（2001年）ビートたけしのエンターテインメント賞主演AV男優賞

## 出演番組
ネット配信
- 男優と男優　志良玉弾吾 （GIRL'S CH、前編：2014年12月3日公開、後編：2014年12月10日公開）
- 志良玉弾吾のお宅探訪 （GIRL'S CH、2015年5月27日～8月5日公開、MCとして出演）

## 執筆

### コラム
- 個性派AV男優週替わりコラム・モザイクの向こうから「こんにチンは」（2018年‐2020年8月、週刊プレイボーイ）鮫島健介、コンピューター園田との週替わり連載[3]